# Csantavéri Júlia
Csantavéri Júlia (Budapest, 1953. január 18. –) magyar filmtörténész, forgatókönyvíró, Szervác József (1952-2001) költő felesége.

## Életpályája
Második gyermekként született. Édesanyja és nővére, Katalin 1956-ban Olaszországba költöztek. Középfokú tanulmányait a Szilágyi Erzsébet Gimnáziumban, felsőfokút ELTE magyar-olasz szakán végezte. 1990-től a Magyar Televízió filmszerkesztőségén a latin filmekkel foglalkozott, egy ideig a filmfőszerkesztői tisztet is ellátta erős pártpolitikai és munkajogi nyomás alatt. A 2000-es évektől kezdve az ELTE-n és több más helyen óraadó és más módon tanított és tanít filmtörténetet, miközben publikál.
Az egyetemi időktől kezdve számos fordítást és saját tanulmányt publikált irodalmi, színházi és főleg filmművészeti témában. Fő területe Pier Paolo Pasolini alkotásai és mai, összművészeti hatásának kutatása.

## Magánélete
Szervác József magyar költővel házasságra lépett és megszületett Attila fia, később (1981) Katalin leánya.

## Művei
- A csend és a mű (Könyvek Pier Paolo Pasoliniről), Filmvilág, 1981/5. pp. 62–63.
- Képek egy halott világból (Jegyzetek Stanley Kubrickról), Filmvilág, 1983/5. pp. 30–36.
- Álom valamiről (Pasolini rendezői portréja), Filmvilág, 1988/10. pp. 2–10.
- “A te hited szerint” (Pier Paolo Pasolini: Máté Evangéliuma), Filmku1túra, 1986/3. pp. 12–22.
- “Fekete fény” (Pier Paolo Pasolini a halálról), Filmkultúra, 1989/2. pp. 61–64.
- La percezione di Brecht in Ungheria, Trieste Contemporanea, 1999/2. pp. 3.
- Szélfútta sivatagok képei (A sivatag képe és képzete Pasolini műveiben), Pannonhalmi Szemle, 1999/3. pp. 84–92.
- Férfiak városa. Jafar Panahi portréja, In: Filmrendezőportrék, Osiris, 2000.
- Előszó, In: Pier Paolo Pasolini: Eretnek empirizmus, Osiris, 2007. pp. 5–17.
- Elsötétülő ég alatt (Pasolini szenvedélye), Pannonhalmi Szemle, 2010/1. pp. 109–117.

## Forgatókönyvíróként
- A történelem rejtett oldala
- Amikor a magyarok síelni mentek Finnországba